# 邵偉軒
邵偉軒（Enzo Siu），新加坡華語流行樂男歌手，初時於新加坡擔任模特兒及主持，於2010年到香港出道為歌手，同年憑與吳若希合唱《Love @ Earth》一曲獲得2010年度新城國語力頒獎禮之新城國語力合唱歌曲獎。

## 單曲

### 2010年
- 代號
- Love @ Earth（吳若希合唱）

### 2012年
- 特洛伊的海倫
- 抱著你的相框入睡
- 大男孩